# Rotting Christ
Rotting Christ (вимовляється «Ро́ттінґ Крайст», в перекладі на укр. "Гниючий Христос") — грецький гурт, заснований 1987 року; виконує музику в стилі мелодійного блек-металу.

## Учасники
Теперішні
- Сакіс Толіс — гітара, спів (з 1987)
- Йоргос Бокос — гітара (з 2005)
- Андреас Лайос — бас-гітара (з 1996)
- Теміс Толіс — ударні (з 1987)

Колишні
- Костас Васілакопулос — гітара (1996—2004)
- Георгіос Тольяс — клавішні (1996—2004)
- Джордж «Magus Wampyr Daoloth» Захаропулос — клавішні/бек-вокал (1992—1994)
- Джим «Mutilator» Пацуріс — бас (1989—1996)
- Панайотіс — клавішні (1997)

## Дискографія

### Альбоми
- 1993 — Thy Mighty Contract
- 1994 — Non Serviam
- 1996 — Triarchy of the Lost Lovers
- 1997 — A Dead Poem
- 1999 — Sleep of the Angels
- 2000 — Khronos
- 2002 — Genesis
- 2004 — Sanctus Diavolos
- 2007 — Theogonia
- 2010 — Aealo
- 2013 — Kata Ton Daimona Eaytoy (Κατά Τον Δαίμονα Εαυτού)
- 2016 — Rituals
- 2019 — The Heretics

### Інше
Демо
- 1988 — Decline's Return
- 1988 — Leprosy of Death
- 1989 — Satanas Tedeum
- 1992 — Ades Wind

Міні-альбоми
- 1989 — The Other Side of Life
- 1991 — Passage to Arcturo
- 1991 — Dawn of the Iconoclast
- 1993 — Apokathelosis

Спліт
- 1991 — Split with Monumentum

Синґли та DVD
- 1997 — The Mystical Meeting (синґл/наживо/компіляція)
- 1999 — Der Perfekte Traum (синґл/наживо)
- 2003 — In Domine Sathana (наживо DVD)
- 2009 — Non Serviam: A 20 Year Apocryphal Story (наживо DVD/CD)

Компіляція
- 2007 — Thanatiphoro Anthologio